# Imonda jezik
Imonda jezik (ISO 639-3: imn), jedan od osam jezik papuanske porodice border, skupine waris, kojim govori 250 ljudi (1994 SIL) u Papui Novoj Gvineji u provinciji Sandaun, distrikt Amanab. nekada je preko porodice border klasificiran transnovogvinejskim jezicima.

## Vanjske poveznice
- Ethnologue (14th)
- Ethnologue (15th)